# Zweierlinie

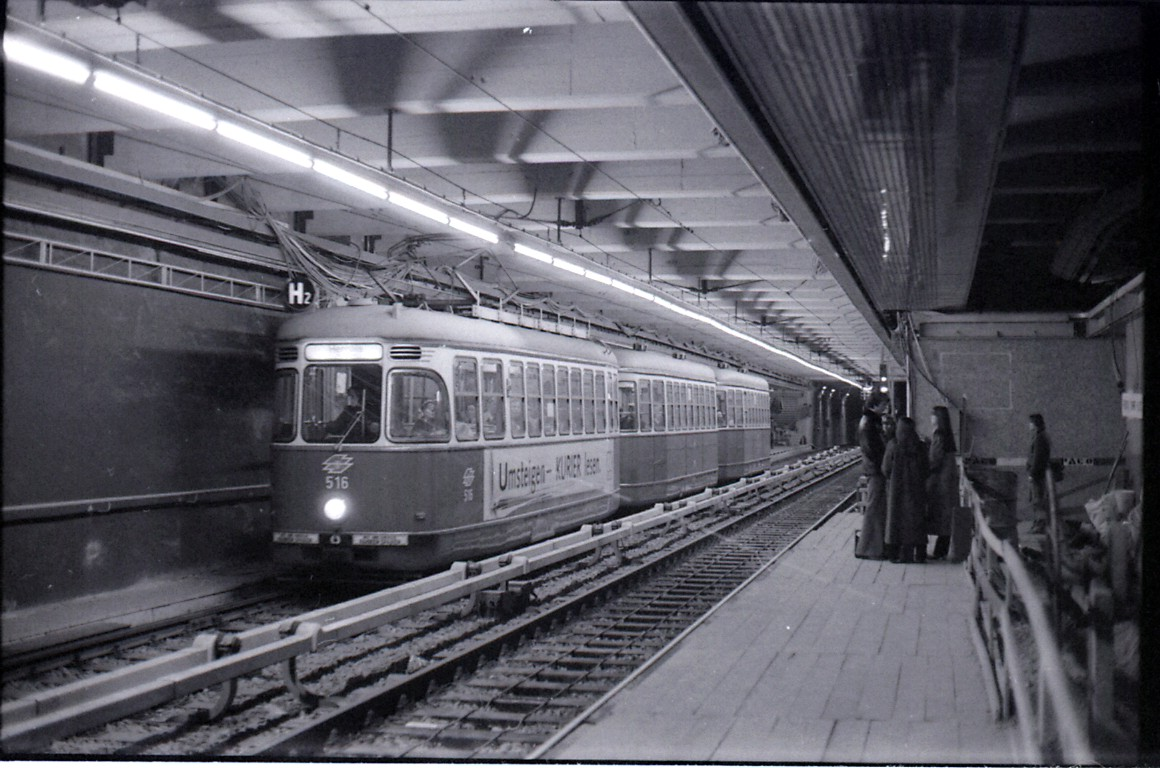
Villamos a mai U2-es metró alagútjában

A bécsi Zweierlinie alatti földalatti villamoshálózat [Esd:cvájerlinie] a bécsi villamoshálózatba bekapcsolt vonal volt, melyet a Ringstraße környéki utcák túlterheltsége miatt hoztak létre. A Zweierlinie szó szerint azt jelenti, hogy kettesek vonala, amit az itt haladó E2, G2 és H2 vonalakról kapott. A hálózatot 1980-ban megszüntették, és az alagútjait meghosszabbítva elindították rajta az U2-es metróvonal, mely a Zweierlinie névből kapta U2-es viszonylatszámot.

## Története
A villamosok eredetileg nem csak a Ringen, hanem az azt környező utcákban is jártak. Az autóforgalom azonban annyira megnövekedett, hogy a villamossín nagyban hozzájárult a dugók kialakulásához, ezért az utcák áteresztő képességét úgy növelték, hogy a villamost áthelyezték a föld alá. Itt azonban ez a mindössze 1,8 km hosszú pálya úgy lett kijelölve, hogy a villamosjáratok csak érintőlegesen menjenek át rajta. Még a kijáratokat is úgy alakították ki, hogy külön pályán mehessenek tovább a járatok.
A földalatti villamoshálózatot érintő villamosjáratok:
| Viszonylatszám | Honnan ↔ Hová               |
| -------------- | --------------------------- |
| E2             | Praterstern ↔ Herbeckstraße |
| G2             | Radetzkystraße ↔ Hohe Warte |
| H2             | Prater Hauptallee ↔ Hernals |

Az villamoshálózat azonban egyre népszerűtlenebb lett, amely következtében megnőtt az autósforgalom és nagyobbak lettek a forgalmi dugók. Ezt akarták megakadályozni egy új metróvonal kiépítésével, melyről úgy vélték, hogy népszerűbb lesz az addigi villamosoknál.
1968. január 26-án jelentették be, hogy meg kívánják építeni az U2-es metróvonalat a villamosok alagútjának felhasználásával. Az építkezést azonban lelassította, hogy kritikusok inkább Hernals felé vezették volna az új metrót. Őket azzal nyugtatták meg, hogy majd arrafelé is fognak metrót építeni. (Ez a majd a jelenlegi elképelések szerint 2018.)
Az alagút egyik érdekes tulajdonsága, hogy mivel kéregvezetésűként valósították meg, csak az utca szélességében lehettek az állomások. Azonban az utca szélessége miatt egymás mellé csak egy peron és két sínpár fért el. Ezért az állomások elcsúsztatva épültek meg, és előállt az az érdekes helyzet, hogy az egyik peron végén állva könnyen át lehetett látni az ellenkező irányú következő állomáshoz. Az elcsúsztatott peronok ma is megfigyelhetőek, ám a metróvá alakítás után a peronok meghosszabbodtak, így jelenleg az összetartozó párok közötti kontraszt már nem akkora, mint régen.
Az új metrót 1980. augusztus 30-án adták át.

## A hálózat utóélete
A U2-es metróvonal Karlsplatz – Schottenring szakaszát 1980. augusztus 30-án adták át, mely nagyrészt a régi földalatti villamos alagútjainak felhasználásával épült meg. Ekkor azonban felmerült az első számú probléma: az állomások túl közel vannak egymáshoz. A köztük lévő távolság villamoshoz, és nem metróhoz lett méretezve. A metrószerelvények itt szinte fel sem tudnak gyorsulni. A két egymáshoz legközelebb eső állomás 2003-ig Lerchenfelder Straße és Volkstheater volt. Pont a köztük lévő rendkívül kis távolság miatt szűnt meg a Lerchenfelder Straße megálló. 2003 óta az egymáshoz legközelebb eső megállópáros Volkstheater és Museumsquartier, köztük Karlsplatz felé haladva mindössze 424 m a távolság. (Ez megegyezik a budapesti M4-es metróvonal Szent Gellért tér → Fővám tér szakaszával.)

### Állomásai
| Aktuális név         | Korábbi nevek                                                    | jelenleg                                                                              | Terv az U5-ös metróvonal átadásához kapcsolódóan      |
| -------------------- | ---------------------------------------------------------------- | ------------------------------------------------------------------------------------- | ----------------------------------------------------- |
| Rathaus              | Friedrich-Schmidt-Platz                                          | Üzemel az U2-es metróvonal megállójaként                                              | Az U2-es és U5-ös metróvonal csomópontja lesz         |
| Lerchenfelder Straße |                                                                  | Egy darabig az U2-es metróvonal használta, 2003-ban bezárták                          | Nem helyezik újból üzembe                             |
| Volkstheater         | Burggasse                                                        | Üzemel U2-es metróvonal megállójaként Egy másik szinten az U3-as metróvonal is érinti | Az U2-es helyett az U5-ös metróvonal fog itt megállni |
| Museumsquartier      | 1991-ig Mariahilfer Straße 1991 és 2000 között Babenbergerstraße | Üzemel U2-es metróvonal megállójaként                                                 | Az U2-es helyett az U5-ös metróvonal fog itt megállni |

### Változás az U5-ös megépülésével
Az U5-ös metróvonal átadásával az U2 Rathaus megálló után teljesen másfelé fog továbbhaladni, de a jelenlegi útvonaláról már Rathaus és Schottentor között le fog térni. A Rathaus – Karlsplatz szakasz, és benne az egykori földalatti villamoshálózat már nem U2-es, hanem az U5-ös metróvonal része lesz. Tehát az U2, ami a Zweierlinie elnevezés után kapta az U2-es számot, már nem is fogja érinteni ezt a szakaszt. Volkstheater és Museumsquartier állomás azt leszámítva, hogy másik metróviszonylat fog rajtuk megállni, nem lesznek komolyabban érintettek az új metró projektjében.

## Galéria

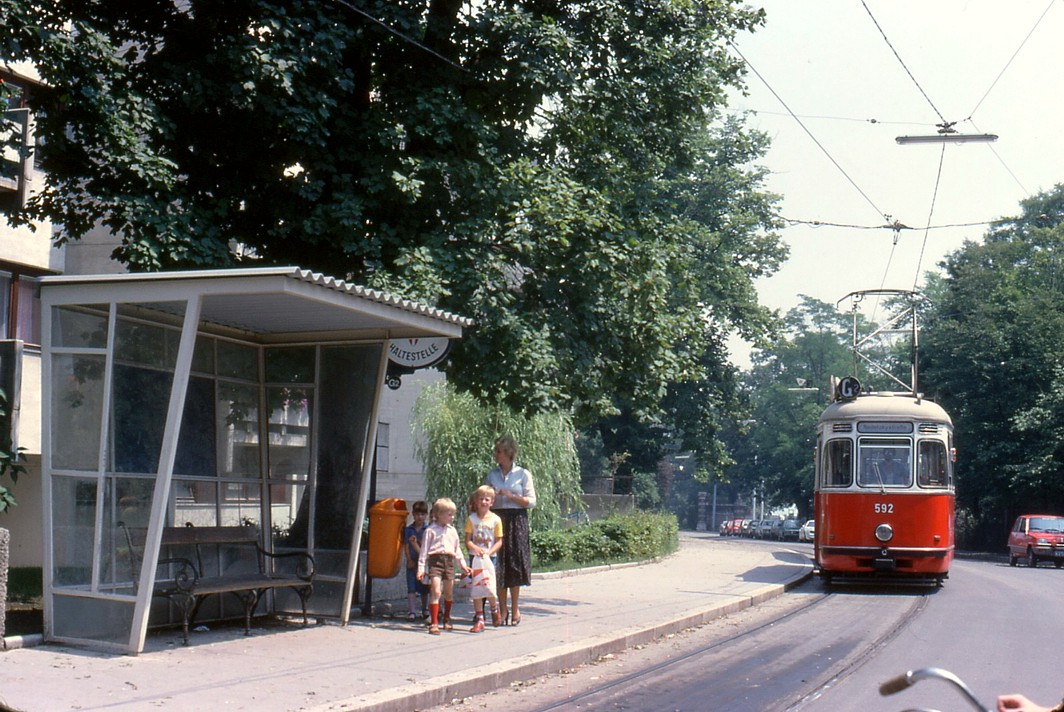
A villamosok a föld alatti hálózat után a felszínen haladtak tovább. A képen Hohe Warte megálló látható, mely ma a 37-es villamoshoz tartozik
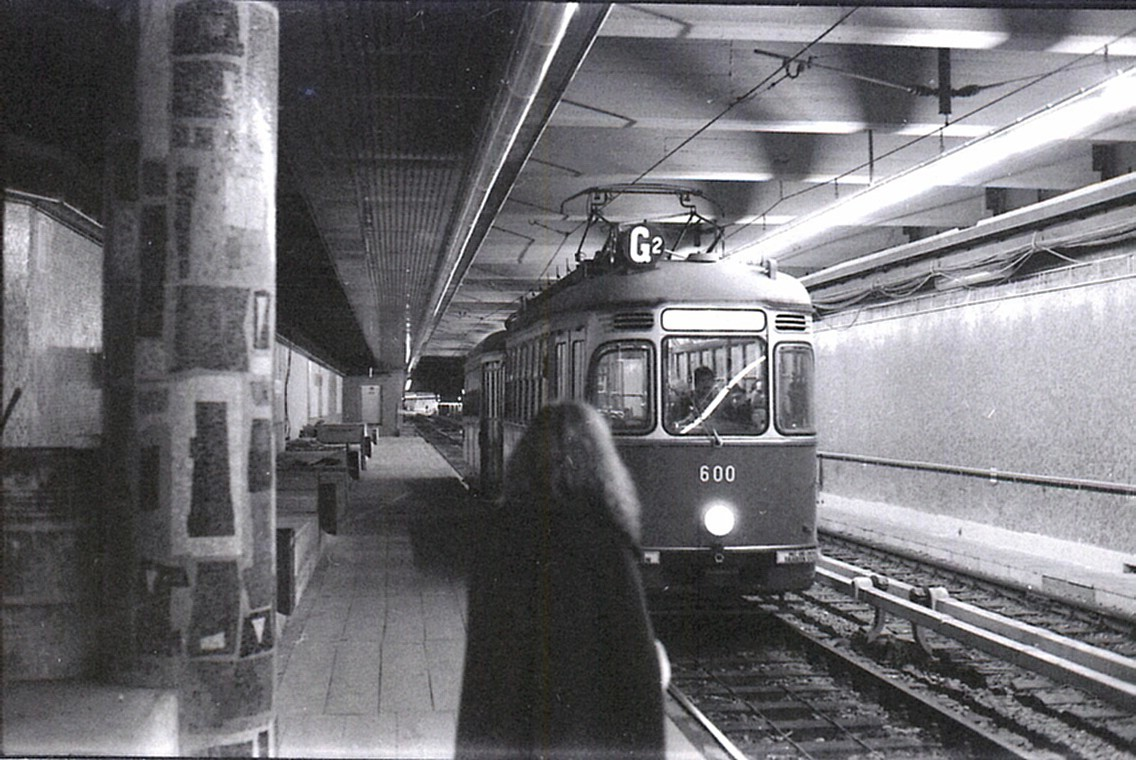
Jól látható, hogy a peronnal szemben fal található, viszont a következő megálló ellentétes irányú peronja egészen közel van
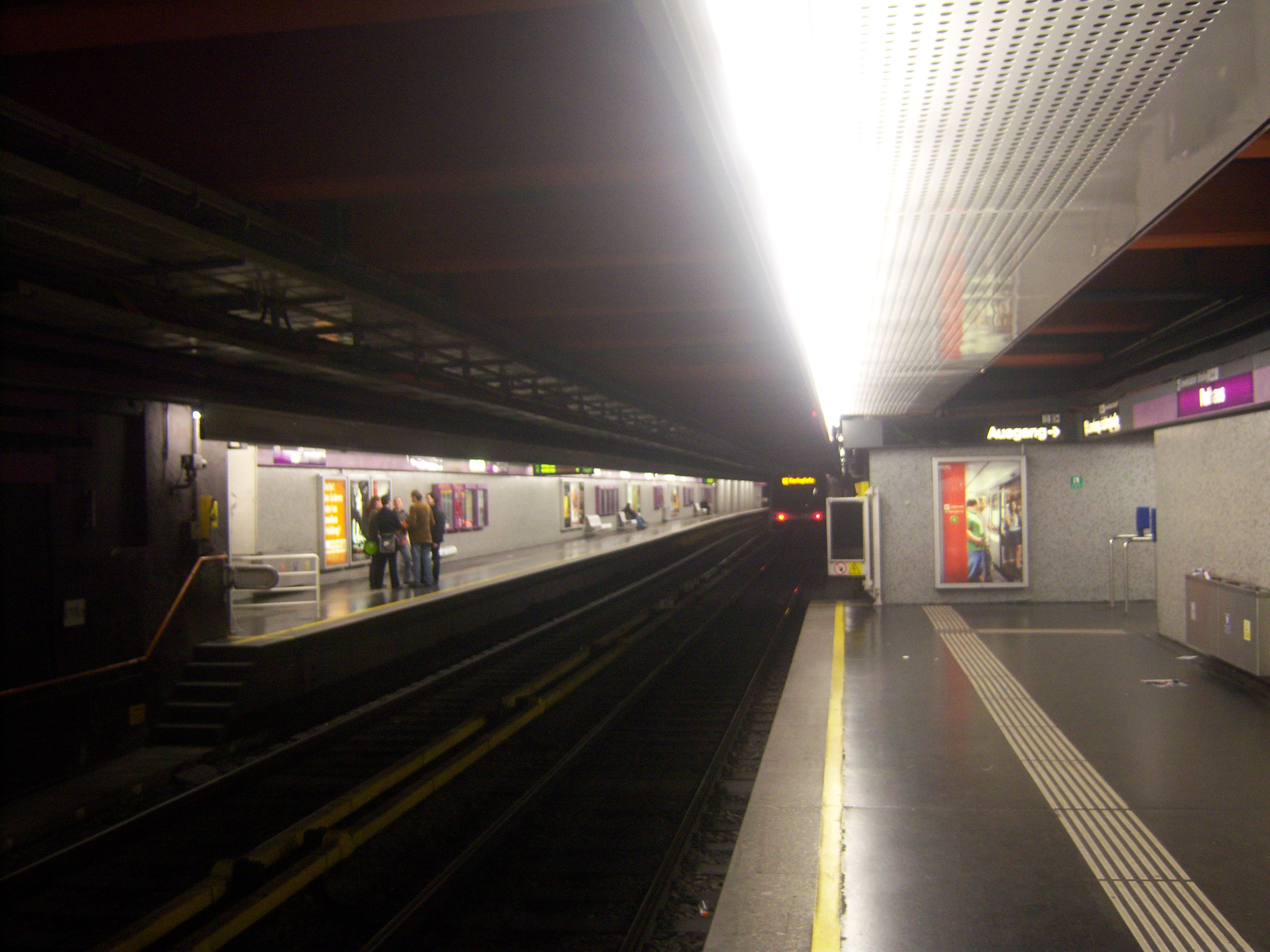
Elcsúsztatott peronok Rathausnál
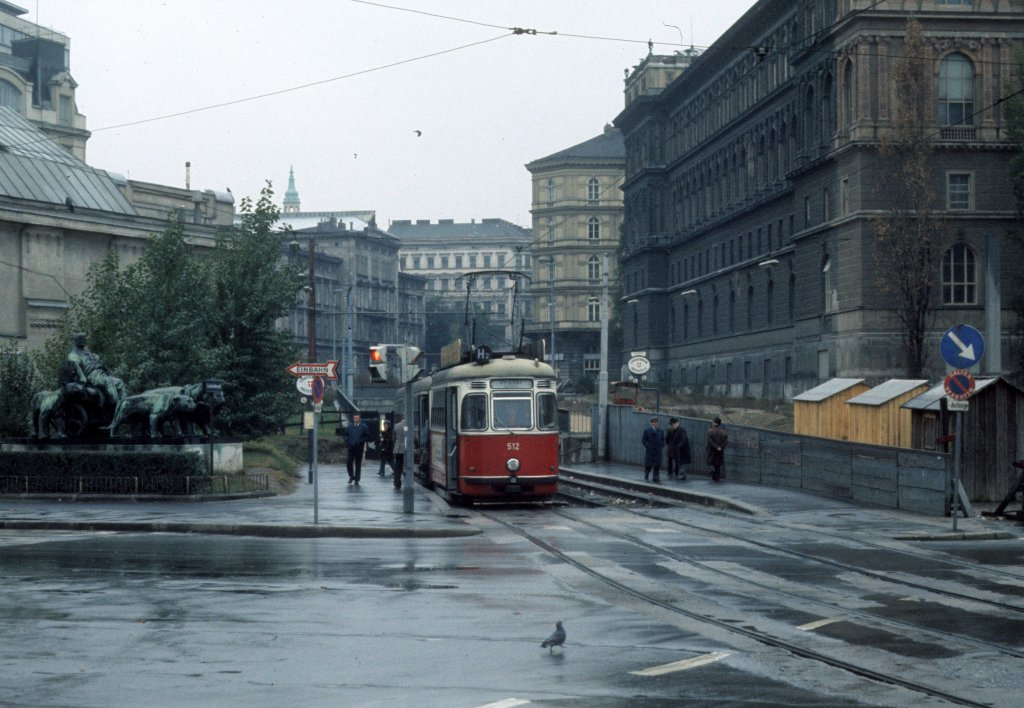
A Friedrichstrasse felőli kijárat
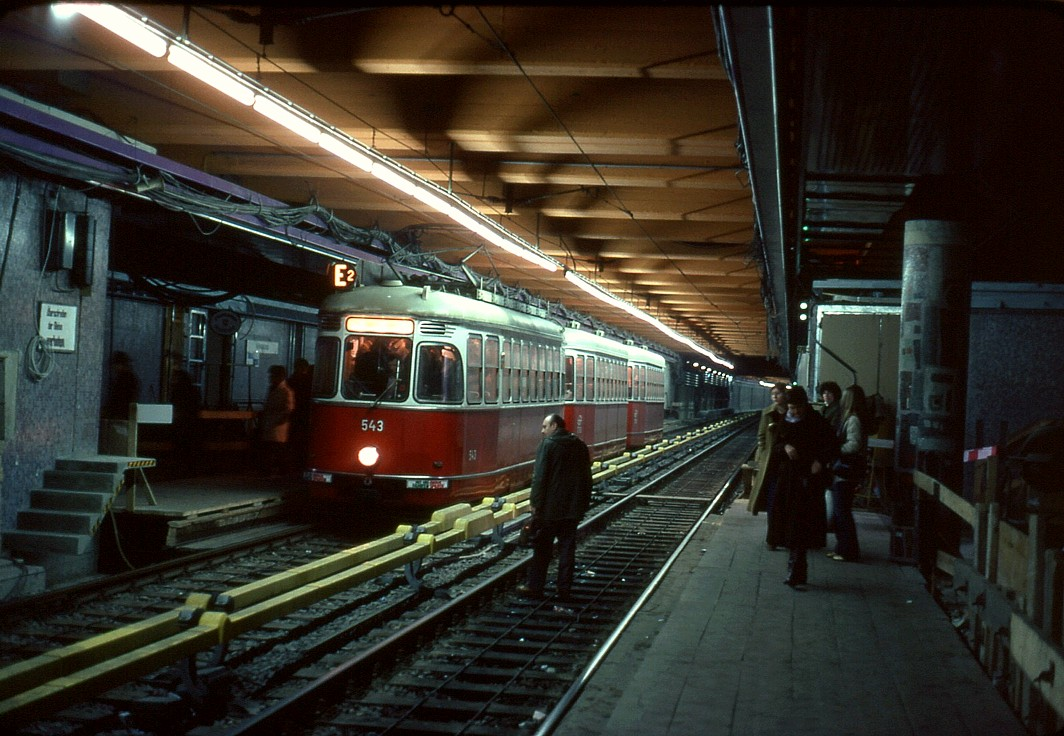
Volkstheater állomás régen, a földalatti villamossal…
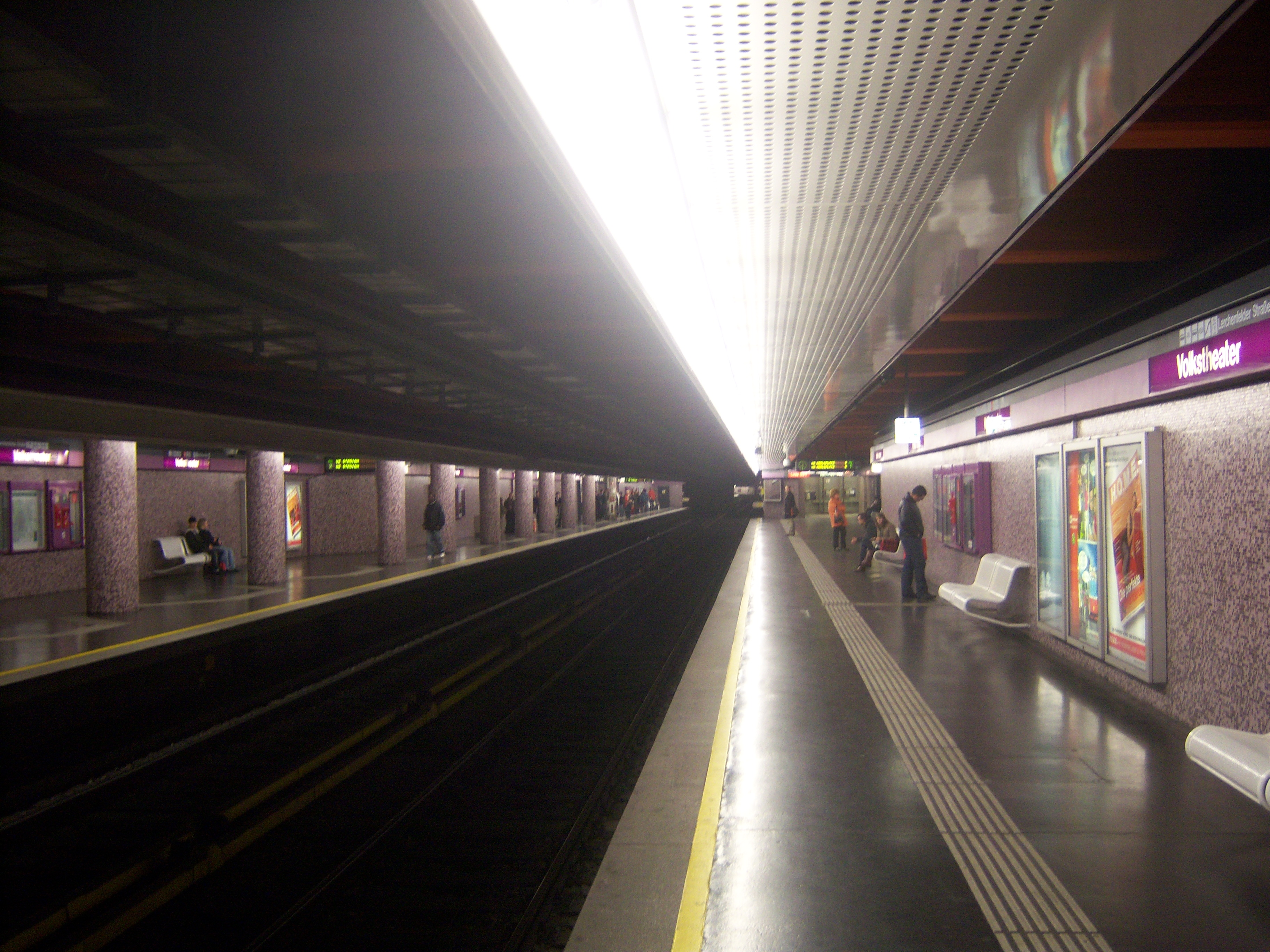
… és ma az U2-es metróvonal állomásaként.

## Fordítás
- Ez a szócikk részben vagy egészben  a   Zweierlinie című német Wikipédia-szócikk fordításán alapul.  Az eredeti cikk szerkesztőit annak laptörténete sorolja fel. Ez a jelzés csupán a megfogalmazás eredetét és a szerzői jogokat jelzi, nem szolgál a cikkben szereplő információk forrásmegjelöléseként.
- Ez a szócikk részben vagy egészben  az   U-Bahnlinie 2 (Wien) című német Wikipédia-szócikk fordításán alapul.  Az eredeti cikk szerkesztőit annak laptörténete sorolja fel. Ez a jelzés csupán a megfogalmazás eredetét és a szerzői jogokat jelzi, nem szolgál a cikkben szereplő információk forrásmegjelöléseként.